# Вахала (роман)
«Вахала» — фантастична новела 2022 року британсько- нігерійської письменниці Ніккі Мей. Її дебютний роман був спершу опублікований Custom House як відбиток видавничої компанії HarperCollins у 2022 році.         Дебютний роман авторки розповідає про дружбу трьох англо-нігерійських жінок, товаришуванню яких загрожує російська нігерійка.  

## Створення
Ніккі стверджує, що отримала натхнення для новели після обіду в нігерійському ресторані в Лондоні, і, повертаючись поїздом додому, вона думала про те, як змінилася з нігерійки, якою була за вечерею, на англійку.   Зіткнення нігерійської та англійської культур змусило її написати перші частини книги в потязі.   Ніккі Мей закінчила писати свій твір через 18 місяців і назва роману "Wahala" означає «проблеми» на нігерійському піджині .  
У книзі розглядаються теми расизму, гендеру та ідентичності, навіяні особистим життям самої письменниці, коли вона переїхала з Нігерії до Лондона, як представник жінки іншої раси.
У травні 2021 року, за півроку до публікації, BBC вибрала його для адаптації в телесеріал. 

## Сюжет
Події відбуваються в Лондоні. Ронке, Сімі та Бу є друзями, які познайомилися в університеті у Брістолі 17 років тому. Вони дворасові,  маючи англійських матерів і нігерійських батьків Їхня дружба зруйнована, коли Ізобель, подруга дитинства Сімі - багата та впливова дівчина, наполягає на тому, щоб бути в центрі кожної розмови; вона знає таємниці, які троє друзів приховують один від одного.

## Персонажі
- Ронке — стоматолог, яка наразі самотня і шукає чоловіка-нігерійця.
- Сімі — модний маркетолог, чий чоловік хоче дитину, до якої вона не готова. Вона страждає синдромом самозванця.
- Бу — вчений-дослідник і домогосподарка, яка бореться з внутрішнім расизмом через те, що її біологічний батько покинув матір до її народження. Разом із чоловіком Дідьє піклується про свою доньку Софію, шукаючи більше захоплень у своєму житті.
- Ізобель Бабангарі — російська нігерійка, багата та впливова подруга дитинства Сімі, яка починає руйнувати цінну дружбу.
- Кайоде — нігерійський хлопець Ронке.
- Мартін — чоловік Сімі.
- Дідьє — французький чоловік Бу.
- Софія — дочка Дідьє і Бу.

## Сприйняття
Книгу загалом сприйняли позитивно як рецензенти, так і читачі. Вона була визнана однією з найбільш очікуваних книг 2022 року.   У зірковій рецензії від Kirkus Reviews новелу назвали «Захоплюючим поглядом на темну сторону жіночої дружби». В іншому огляді NPR стверджується, що «"Wahala" є водночас дуже веселою і надзвичайно розумною книгою у тому, як вона фіксує певні центральні проблеми сучасного міського життя».  У огляді Publishers Weekly зазначено, що «досконале дослідження Ніккі Мей щодо раси та гендеру робить це оновленим». 

## Екранізація
У травні 2021 року, було оголошено, що BBC вибрала цей роман для телесеріалу з Терезою Ікоко, яка відома своєю працею в Knocks, написавши сценарій.   "Wahala" буде випускатися  Firebird Pictures, а його засновниця Елізабет Кілгарріфф буде виконавчим продюсером одночасно із Моною Куреші. BBC Studios також отримала права на розповсюдження телесеріалу по всьому світу. 